# Gunnar Helsengreen
Gunnar Frederik Albert Helsengreen (26. januar 1880 i Århus – 14. oktober 1939 i København) var en dansk skuespiller og filminstruktør.
Han debuterede ved sin fars teaterselskab, som han turnerede i Danmark med. I 1904 blev han engageret på Frederiksberg Teater. Og senere Aarhus Teater (1908-1912), Det Ny Teater (1912-1914) og Casino (1914-1920). I 1920-1921 var han tilbage i faderens teaterselskab, hvor han optrådte sammen med sin kone. Fra 1923 til 1937 var han engageret på forskellige provinsteatre samt Casino og Det ny Teater. Han optrådte bogstaveligt talt helt til sin død, hvor han faldt om på Odense Folketeater ramt af et hjerteslag.
Han filmdebuterede i 1909 hos Fotorama i Århus og var allerede næste år med til at skrive manuskript til og instruere stumfilm for selskabet. Fra 1913 var han også engageret af andre danske filmselskaber, Nordisk Film og Kinografen i København samt Dansk filmfabrik i Århus. Han medvirkede desuden i en enkelt tonefilm i (1938).
Begravet på Hellerup Kirkegård.

## Filmografi

### Som skuespiller
- 1909 – Den lille Hornblæser (som Jens Daglykke; instruktør Eduard Schnedler-Sørensen)
- 1910 – I Bondefangerkløer (som "Den blaa Dreng"; instruktør Johannes Pedersen)
- 1910 – Den hvide Slavehandel (som slavehandler; instruktør Alfred Cohn)
- 1910 – Holger Danske (som Holger Danske; instruktør Eduard Schnedler-Sørensen)
- 1911 – Mormonbyens Blomst (som John, den Ældstes søn; ukendt instruktør)
- 1911 – Den sorte Drøm (som A. Hirsch, juvelér; instruktør Urban Gad)
- 1911 – Dommeren (som Joumard, forbryderen; ukendt instruktør)
- 1911 – Under Vesterbros Glødelamper (som diamanttyven; instruktør Ernst Munkeboe)
- 1912 – Pro forma (som Halfdan Strange; Leo Tscherning)
- 1912 – Menneskejægere (som "Kloen", Røde Grethes kæreste; ukendt instruktør)
- 1913 – Karnevallets Hemmelighed (som En detektiv; instruktør Leo Tscherning)
- 1913 – Bøffen og Bananen (ukendt instruktør)
- 1913 – Fæstningsspioner (som Brunoff, spion; ukendt instruktør)
- 1913 – Haanden, der griber (ukendt instruktør)
- 1914 – Letsind (ukendt instruktør)
- 1915 – Sexton Blake (som Juvelér Bernstein; egen instruktion)
- 1915 – Zirli (som Hans Just, skovfoged hos greven; ukendt instruktør)
- 1915 – Skildpadden (som Hubert, stud. jur., Sir James' nevø; instruktør Laurids Skands)
- 1915 – Lidenskabens Magt (som Greve von Prytz; ukendt instruktør)
- 1915 – Fattig og rig (som Mr. Leight; ukendt instruktør)
- 1915 – Slør-Danserinden (instruktør Cesare Lupo)
- 1918 – Retten sejrer (som William Davis; instruktør Holger-Madsen)
- 1938 – Champagnegaloppen (som Pingel, cafévært; instruktør George Schnéevoigt)

### Som instruktør
- 1910 – Elverhøj
- 1910 – Ambrosius
- 1910 – Ansigtstyven
- 1910 – Greven af Luxemburg
- 1910 – Valdemar Sejr
- 1911 – En hjemløs Fugl
- 1911 – Venus
- 1911 – En Helt fra 64
- 1914 – I Dødens Brudeslør
- 1914 – Proletargeniet
- 1915 – Sexton Blake
- 1915 – Menneskeskæbner
- 1915 – Elskovs Tornevej

### Som manuskriptforfatter
- 1910 – Valdemar Sejr (egen instruktion)
- 1910 – Kapergasten (ukendt instruktør)